# Attila Laták
Attila Laták (ur. 9 września 1945 w Budapeszcie, zm. 8 grudnia 1991 tamże) – węgierski zapaśnik walczący w stylu wolnym. Olimpijczyk z Monachium 1972, gdzie zajął jedenaste miejsce w kategorii 48 kg.
Brązowy medalista mistrzostw Europy w 1970 roku.
- Turniej w Monachium 1972

Wygrał z Gadem Zobarim z Izraela, a przegrał z Seferem Baygınem z Turcji i Ognjanem Nikołowem z Bułgarii.